# Tvorchi
Os Tvorchi (estilizado como TVORCHI) são uma dupla ucraniana de música electrónica de cidade de Tarnopol, formado em 2018 pelo produtor ucraniano Andrii Hutsuliak e pelo vocalista nigeriano Jimoh Augustus Kehinde (também conhecido como Jeffrey Kenny). Lançaram quatro álbuns de estúdio: The Parts (2018), Disco Lights (2019), 13 Waves (2020) e Road (2020). Juntos representaram a Ucrânia no Festival Eurovisão da Canção de 2023 com a canção «Heart of Steel».

## História
Andrii Viktorovych Hutsuliak (em ucraniano: Андрій Вікторович Гуцуляк; nascido a 21 de Fevereiro de 1996 em Chortkiv, Ucrânia) e Jimoh Augustus Kehinde (nascido a 30 de Setembro de 1997 na Nigéria) conheceram-se quando eram estudantes na Faculdade de Farmácia da Universidade Médica Nacional de Tarnopol. A 30 de Maio de 2017, a dupla lançou o seu primeiro single intitulado «Slow» e em 4 de Setembro do mesmo ano, foi lançado o segundo chamado «You».
A 2 de Fevereiro de 2018, os Tvorchi lançaram o seu álbum de estreia intitulado «The Parts». Em 20 de setembro de 2018, a dupla lançou o videoclipe da música «Molodist». A 14 de Fevereiro de 2019, foi lançado o segundo álbum, «Disco Lights». A 21 de Fevereiro, lançaram o videoclipe da canção «Believe». Segundo a dupla, o orçamento para as filmagens foi de 100 dólares americanos. Em poucos dias, o vídeo obteve 400 000 visualizações no YouTube e a canção ficou em 9.º lugar nas tabelas do Google Play Music na Ucrânia.
No Verão daquele ano 2019, a dupla actuou nos festivais de música Faine Misto (em Tarnopol), Atlas Weekend (em Kiev) e Ukrainian Song Project (em Levive). Em 9 de Setembro, a dupla lançou o single «Ne tantsiuiu». Em Fevereiro de 2020, os Tvorchi concorreram ao Vidbir, a pré-seleção ucraniana da Eurovisão, com a canção «Bonfire», e acabaram por ficar em 4.º lugar.
O videoclipe da canção «Mova tila», do segundo álbum de estúdio «Disco Lights», estreou a 7 de Maio no canal YouTube da dupla e no programa de televisão Premier do canal ucraniano M1. O vídeo, realizado por Andrii Lahutin, foi filmado no Outono de 2019 em Kiev. Em 25 de Setembro de 2020, foi lançado o videoclipe do single «Living My Life», o principal do álbum «13 Waves».
Em Setembro de 2020, os Tvorchi lançaram o seu terceiro álbum, «13 Waves», que foi gravado à distância devido à pandemia de COVID-19. O álbum foi reproduzido mais de dois milhões de vezes nas plataformas de música na primeira semana desde o seu lançamento. Em 19 de Dezembro de 2020, o duo ganhou o prémio de música em linha «Culture Ukraine» em duas categorias: melhor novo artista e melhor single em língua inglesa pela música «Bonfire». A dupla foi também nomeada para os prémios de música YUNA 2021 em quatro categorias, incluindo álbum do ano.
Em Dezembro de 2022, concorreram ao Vidbir 2023 e venceram o concurso com a canção «Heart of Steel», ficando em segundo lugar na votação do júri e em primeiro na votação do público, pelo que representarão a Ucrânia no Festival Eurovisão da Canção de 2023.

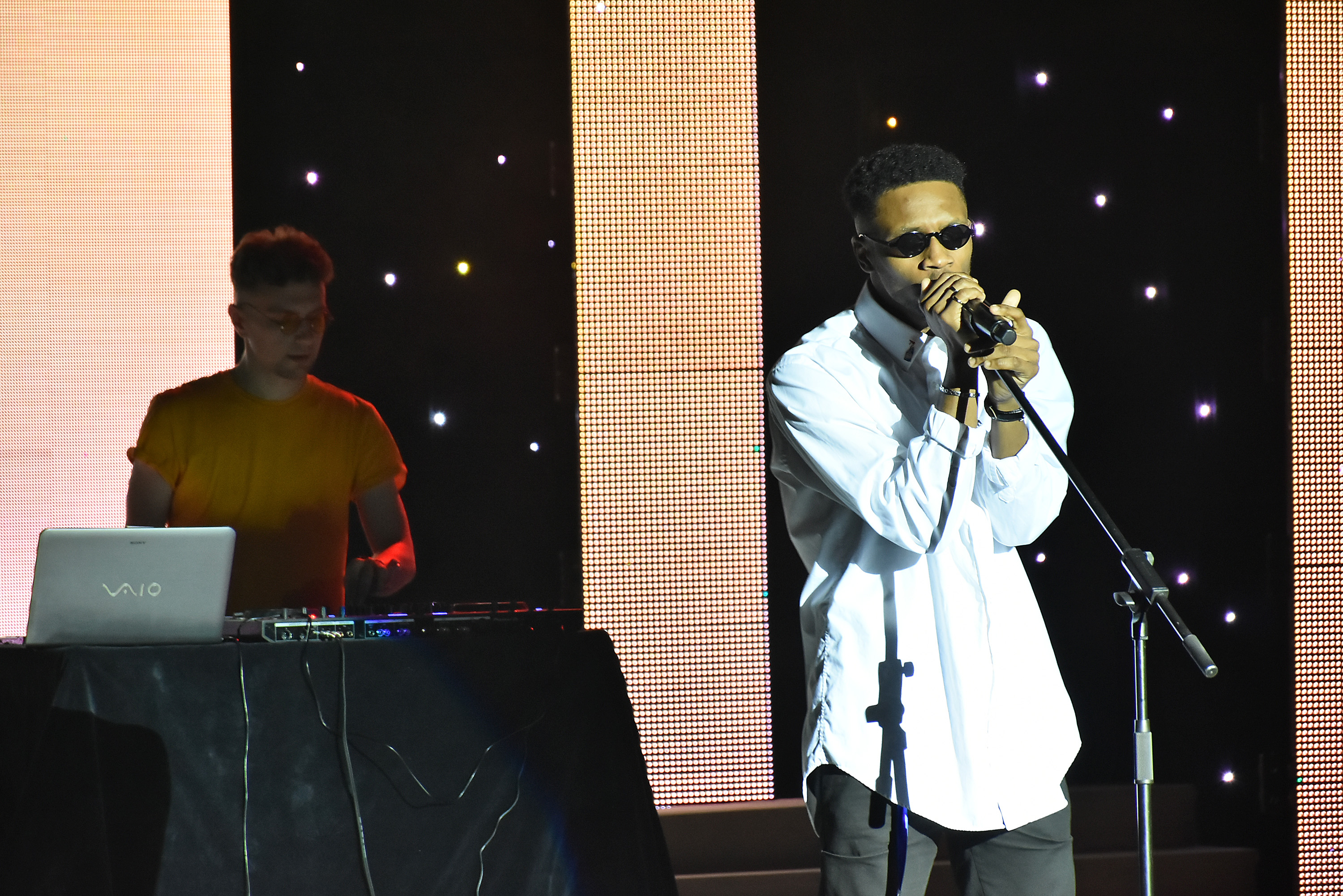
Os Tvorchi em 2019.

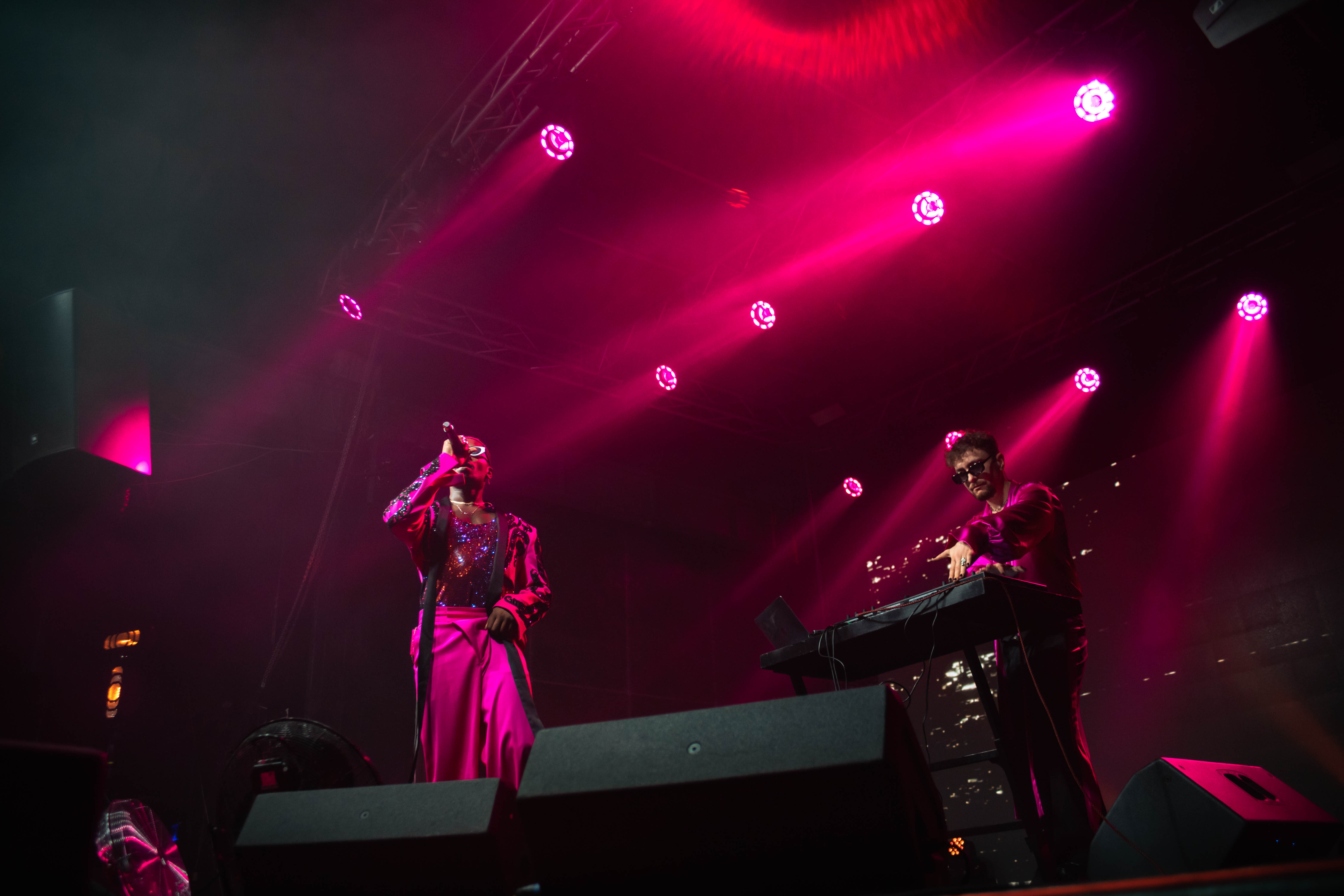
Os Tvorchi a atuar em Gdańsk, na Polónia, em 2022.

## Videoclipes
| Título da canção | Ano  | Álbum                 | Director          |
| ---------------- | ---- | --------------------- | ----------------- |
| "Molodist"       | 2018 | The Parts             | Morris Ternevich  |
| "Believe"        | 2019 | Disco Lights          | Andrii Obolonchyk |
| "Ne tantsiuiu"   | 2019 | Singles fora do álbum | Kyrylo Sulyha     |
| "Bonfire"        | 2020 | Singles fora do álbum | Maksym Hetman     |
| "Mova tila"      | 2020 | Disco Lights          | Andrii Lahutin    |
| "Living My Life" | 2020 | 13 Waves              | Dmytro Dorosh     |
| "Vich-na-vich"   | 2021 | Single fora do álbum  | Kyrylo Sulyha     |
| "Falling"        | 2021 | Road                  | Andrii Lahutin    |
| "Boremosia"      | 2022 | Singles fora do álbum | Oleksiy Bondar    |
| "Heart of Steel" | 2022 | Singles fora do álbum | Ruslan Makhov     |